# Oltingue
Oltingue (niem. Oltingen) – miejscowość i gmina we Francji, w regionie Grand Est, w departamencie Górny Ren.
Według danych na rok 1990 gminę zamieszkiwało 711 osób, 53 os./km².